# Le Détective
Pour les articles homonymes, voir Détective (homonymie).
Pour plus de détails, voir Fiche technique et Distribution.
Le Détective (The Detective) est un film américain réalisé par Gordon Douglas et sorti en 1968.

## Synopsis
Joe Leland est un policier intègre qui défend avec ardeur les valeurs fondamentales de l'Amérique. Mais son couple s'effrite : sa femme Karen souffre de nymphomanie, et Joe décide de divorcer. Lors d'une de ses enquêtes, il met en état d'arrestation un jeune homosexuel, Felix Tesla, coupable d'avoir assassiné son partenaire, et le fait condamner à mort. Il assiste lui-même à l'exécution. Peu de temps après, Norma McIver, une jeune femme, lui demande d'enquêter sur le suicide de son mari. Alors, peu à peu, une autre histoire va se faire jour, venant éclairer la première. Au moment où il découvre la corruption d'un de ses supérieurs, Leland apprend par ailleurs que McIver fréquentait les boîtes d'homosexuels. Le voile va se déchirer, pour lui démontrer la terrible erreur qu'il a commise, lui enlevant d'un coup toutes ses illusions.

## Fiche technique
- Titre : Le Détective
- Titre original : The Detective
- Réalisation : Gordon Douglas, assisté de Richard Lang
- Scénario : Abby Mann, d'après le roman de Roderick Thorp
- Chef opérateur : Joseph F. Biroc
- Musique : Jerry Goldsmith
- Montage : Robert L. Simpson
- Décors : Walter M. Scott, Jerry Wunderlich (en)
- Costumes : Donald Brooks, Moss Mabry
- Direction artistique : William J. Creber (en), Jack Martin Smith
- Producteur : Aaron Rosenberg, pour Arcola Pictures Warner Bros
- Panavision Technicolor
- Durée : 114 minutes
- Date de sortie : 
  - États-Unis : 28 mai 1968
- Affiches : Raymond Elseviers (Belgique), Enzo Nistri (Italie)

## Distribution
- Frank Sinatra (VF : Marcel Bozzuffi) : Joe Leland
- Lee Remick (VF : Arlette Thomas) : Karen Wagner Leland
- Ralph Meeker (VF : William Sabatier) : Curran
- Jack Klugman (VF : Philippe Dumat) : Dave Schoenstein
- Jacqueline Bisset : Norma MacIver
- Horace McMahon (VF : Jean Martinelli) : Capitaine Tom Farrell
- Lloyd Bochner (VF : Jacques Thébault) : Dr. Wendell Roberts
- Al Freeman Jr. (VF : Med Hondo) : Robbie Loughlin
- Robert Duvall (VF : Pierre Trabaud) : Nestor
- William Windom (VF : Jacques Deschamps) : Colin MacIver
- Tony Musante (VF : Marc de Georgi) : Felix Tesla
- Pat Henry : Mercidis
- Patrick McVey : Mike Tanner
- Dixie Marquis (VF : Nelly Vignon) : Carol Linjack
- Sugar Ray Robinson : Kelly
- Don Gorman (VF : Gérard Férat) : Prêtre
- Don Fellows : Journaliste

## Commentaires
Jean-Pierre Coursodon et Bertrand Tavernier ont remarqué : « Adaptation du roman de Roderick Thorp, The Detective, livre sans action, tout en finesses psychologiques dont le scénario d'Abby Mann s'est débarrassé, développant le côté policier. Cette infidélité a heureusement permis à Douglas de réussir quelques beaux morceaux (l'arrestation, puis l'interrogatoire de Tony Musante) et, dans l'ensemble, un de ses meilleurs films. »
Pour Guy Bellinger, « C'est un enfer civilisé dans lequel plonge Joe Leland, policier par vocation, [...], superbement campé par un Sinatra las et crépusculaire. Le Détective, œuvre noire majeure de Gordon Douglas, illustre avec brio un scénario complexe d'Abby Mann, et redécouvre les vertus du cinéma progressiste des années d'après-guerre auquel le maccarthysme mit un terme provisoire. »

## Autour du film
- Mark Robson devait initialement réaliser le film mais, à cause d'un conflit avec Sinatra sur le tournage de L'Express du colonel Von Ryan, ce dernier l'a fait remplacer par un de ses réalisateurs préférés, en l'occurrence, Gordon Douglas[3].
- Le film peut être vu comme un ancêtre de Piège de cristal, les deux films étant tous deux basés sur des romans de Roderick Thorp[3].